# Eric Walz

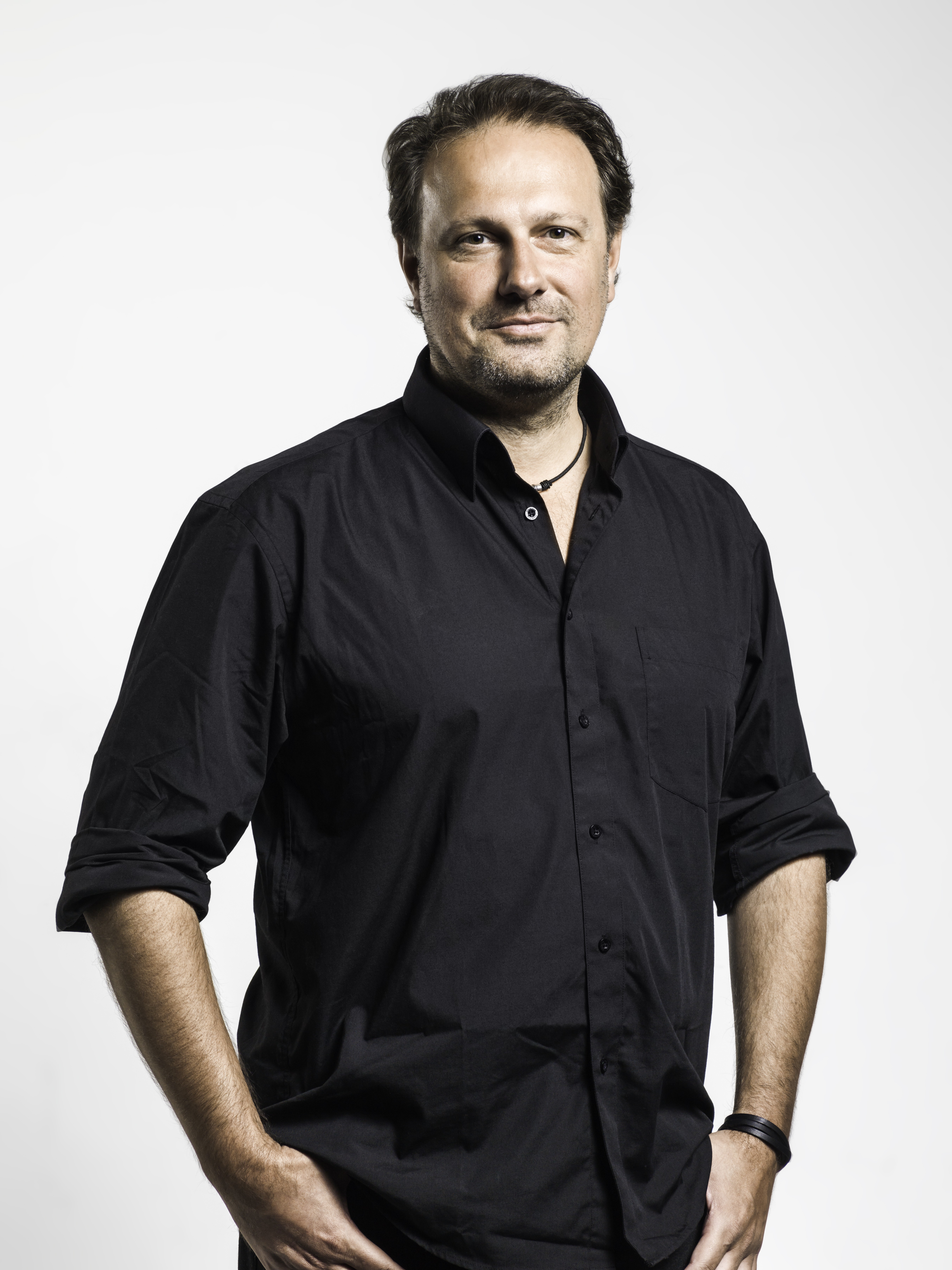
Eric Berg (2014)

Eric Walz (* 29. März 1966 in Königstein im Taunus) ist ein deutscher Schriftsteller. Unter seinem bürgerlichen Namen wurde er als Autor historischer Romane bekannt. Seit 2013 veröffentlicht Walz unter dem Pseudonym Eric Berg Kriminalromane, die in der Gegenwart spielen.

## Leben
Eric Walz wuchs in Königstein auf.
Im frühen Alter von 14 Jahren beschloss er, angeregt durch Leben und Werk des berühmten britischen Schriftstellers William Somerset Maugham, selbst Romane zu schreiben.
Er absolvierte nach der Schule eine Ausbildung zum Einzelhandelskaufmann. Anschließend arbeitete er als kaufmännischer Angestellter bei einer Versicherung, einem Versandhaus sowie Telekommunikations- und Beratungsunternehmen, unterbrochen durch ein kurzes, jedoch nicht abgeschlossenes Studium der Germanistik, das er sich mit Gelegenheitsjobs als Model finanzierte. Auch schrieb er Kurzgeschichten für Zeitungen und Magazine. Nachdem Walz eine Zeit lang als selbständiger Personal Trainer für Unternehmen und freier Autor in Berlin gelebt hatte, entschied er sich im Alter von 35 Jahren schließlich, sich ganz auf das Schreiben zu konzentrieren.

„Erst als ich das Schreiben zu meinen Beruf machen konnte, habe ich meinen Heimathafen gefunden.“

Im Jahre 2016 war er zum ersten Mal beim Mordsharz-Festival dabei.

## Werke
Im Jahr 2002 veröffentlichte er sein erstes Buch, Schwule Schurken, eine Sammlung von elf Porträts historischer Persönlichkeiten, die Walz mit Homosexualität in Zusammenhang brachte: Alexander der Große, Heliogabal, Papst Sixtus IV., Friedrich der Große, Maximilien Robespierre, Alfred Redl, Ernst Röhm, J. Edgar Hoover, Yukio Mishima, Michael Kühnen und Jeffrey Dahmer. Walz wollte mit diesen Darstellungen zumeist negativ besetzter Figuren nach eigener Aussage auch ein Gegengewicht zum herrschenden Zeitgeist setzen: 

„Dieses ewige Zitieren und Plakatieren der Vorzeigeschwulen war ja nicht mehr auszuhalten. Schwule sind schöner, feinsinniger und überhaupt viel besser.  Da konnte ich einfach nicht widerstehen, ich musste mal ein bisschen im Topf rühren und den Bodensatz nach oben holen.“

### Historische Romane
Mit seinem Debütroman Die Herrin der Päpste um die römische Papstmutter Marozia hatte Walz 2003 auf Anhieb großen Erfolg. Sein Interesse an geschichtlichen Stoffen schlug sich auch in den historischen Romanen Die Schleier der Salome (2005), der Geschichte der judäischen Prinzessin Salome, und Die Sternjägerin (2006) über die Astronomin Elisabeth Hevelius nieder. Mit Die Glasmalerin legte Walz 2007 einen historischen Kriminalroman vor, der vor dem Hintergrund des Konzils von Trient spielt. Dessen Protagonisten, die Glasmalerin Antonia Bender und der Jesuit Sandro Carrissimi, tauchten auch in Die Hure von Rom wieder auf. Diese Romane veröffentlichte Walz im Blanvalet Verlag.

Bei allen seinen historischen Darstellungen legt Walz jedoch stets auf die dichterische Freiheit Wert: 

„Mir sind Spannung, faszinierende Figuren, eine nachvollziehbare Psychologie und mittlerweile auch ein hohes sprachliches Niveau wichtiger als rigorose historische Genauigkeit, die für meinen Geschmack leider allzu oft den schönen Fluss der Geschichte stört.“

 Er weist daher in den Nachworten seiner Romane darauf hin, welche Ereignisse wahr und welche spekulativ oder erfunden sind.

### Krimis
Unter dem Pseudonym Eric Berg schrieb Eric Walz mehrere Krimis und Jugendthriller.
Das Nebelhaus erschien 2013 im Limes-Verlag.
Das Buch hatte auf Anhieb großen Erfolg und landete auf dem Spiegel-Bestseller-Listen auf Platz 6.

Die Zeitungen sprachen von einem gelungenen und spannendem Krimi voller vielschichtiger Charaktere und Plots.
Die gekonnte Mischung aus Whodunit-Krimi, großem menschlichen Drama und der teils mystisch anmutenden Küstenlandschaft von Hiddensee konnte sowohl Leser als auch Kritiker begeistern und ließen sogar teils Hitchcock-Bezüge feststellen.
Eric Berg hat sich laut eigenen Aussagen von mehreren Prämissen leiten lassen:
- Die Mörder sind normale Leute von Nebenan ohne psychische Auffälligkeiten und die Taten geschehen durch eine Verkettung unglücklicher Umstände, aus denen sich die Täter nicht mehr befreien können. Dadurch werden moralische Fragen aufgeworfen, wie etwa in Die Schattenbucht das Thema Selbstjustiz, oder in Das Küstengrab, wie weit Freundschaft gehen darf.
- Durch mehrere erzählte Zeitebenen und die dadurch gezielt gestreuten Informationen wird Spannung langsam aufgebaut. Mal wissen die Leser schon mehr als die Hauptfiguren und manchmal ist es genau andersherum. Vorbilder hierfür sind Patricia Highsmith und Alfred Hitchcock. Die Kritiker beschrieben es als eine sich „von hinten anschleichende“ Spannung.

- Im Vordergrund steht das psychologische Dilemma, nicht die Gewalt. Schockelemente werden sparsam gegen Ende eingesetzt, wie in Das Nebelhaus der Amoklauf gegen Ende des Romans.
- Der von Berg genutzte, für Hitchcock typische, Suspense-Effekt findet sich dann auch in den nachfolgenden Romanen als Muster wieder. Auf mehreren Zeitebenen ist ein geschlossener Personenkreis um eine Tragödie versammelt und die Lösung von Geheimnissen ist das Ziel der Geschichte.

Das Küstengrab wurde im September 2014 erneut im Limes-Verlag veröffentlicht.

Diesmal wird ein Mord auf der Ostsee-Insel Poel verübt, womit Eric Berg seinem Schauplatz einer Ostsee-Insel treu bleibt.
Die Medien beschrieben Eric Bergs neuen Roman als „nervenzerreißend, beklemmend und realitätsnah“ und sprechen von einer gelungenen Fortsetzung der Krimi-Reihe.

Auch auf den Spiegel-Bestseller-Listen konnte sich Das Küstengrab mehrere Wochen auf Platz 10 behaupten.
Mit Die Schattenbucht erschien 2016 Bergs dritter Roman bei Limes, landete auf dem Spiegel-Bestseller-Listen und belegte diesmal Platz 5.

Als Schauplatz dient diesmal das malerische Prerow im Darß bei Vorpommern-Rügen.
Bergs Roman wird mit den düsteren Krimis skandinavischer Schriftsteller-Kollegen verglichen.
Sämtliche Krimis erschienen auch als Hörbuch bei GoyaLIT und Random House Audio.

### Jugend-Thriller
Neben seinen Kriminalromanen schreibt Eric Berg an Jugendbüchern.
Seine Thriller Schrei (2015) und Kalt (2016) erschienen beide im Jugendbuchverlag Bloomoon und zeichnen sich durch Perspektivwechsel und eine düstere Grundstimmung aus.
Berg nutzt verschiedenen Sichtweisen um einerseits den Täter bzw. die Tat bis zum Schluss zu verschleiern. Für den Leser entsteht durch die Ich-Perspektive eine fast fühlbare und damit authentische Nähe zu den jugendlichen Figuren, ihren Gedanken und Ängsten.
Wie auch in seinen Küsten-Krimis spielen die Dynamik einer Gruppe von Menschen und die dunklen Geheimnisse eines jeden die tragende Rolle.
Inzwischen wurden die Bücher von Eric Walz in 10 Ländern übersetzt. Stand März 2017.

## Filmische Adaptionen
Der Roman Das Nebelhaus wurde vom deutschen Privatsender Sat.1 im Frühjahr 2017 verfilmt.
Regie führte Claudia Garde nach dem Drehbuch von Sven S. Poser und Britta Stöckle.

## Bibliografie

### Sachbücher
- Schwule Schurken. Hamburg 2002, ISBN 3-935596-04-9.

### Romane
- Die Herrin der Päpste. München 2003, ISBN 3-442-36877-4.
- Die Schleier der Salome. München 2005, ISBN 3-442-36888-X.
- Die Sternjägerin. München 2006, ISBN 3-442-36523-6.
- Die Giftmeisterin. München 2010, ISBN 978-3-442-37318-5.
- Die Sündenburg. München 2011, ISBN 978-3-442-37696-4.

#### Antonia Bender-Trilogie
- Die Glasmalerin. München 2007, ISBN 978-3-442-36718-4.
- Die Hure von Rom. München 2008, ISBN 978-3-442-36719-1.
- Der schwarze Papst. München 2009, ISBN 978-3-442-37269-0.

### Beiträge zu Anthologien und Gemeinschaftsromanen
- Der zwölfte Tag. Gemeinschaftsroman von 12 Autoren. Berlin 2006, ISBN 3-7466-2213-1.
- Die achte Konkubine. Erzählung. In: Mönche, Meuchler, Minnesänger. München 2007, ISBN 978-3-937357-22-5.
- Das dritte Schwert. Gemeinschaftsroman von 12 Autoren. Berlin 2008, ISBN 978-3-7466-2403-7.
- Cagliostro oder Die Erforschung der Lüge. Erzählung. In: Die 13. Stunde. Berlin 2010, ISBN 978-3-7466-2622-2.

### Unter dem Pseudonym Eric Berg

#### Doro-Kagel-Reihe
- Das Nebelhaus. Limes-Verlag, München 2013, ISBN 978-3-8090-2615-0.
- Die Mörderinsel. Limes-Verlag, München 2020, ISBN 978-3-8090-2661-7.
- Die Toten von Fehmarn. Limes-Verlag, München 2022, ISBN 978-3-8090-2726-3.
- Der Küstenpfad. Limes-Verlag, München 2025, ISBN 978-3-8090-2727-0.

#### Kriminalromane
- Das Küstengrab. Limes-Verlag, München 2014, ISBN 978-3-8090-2641-9.
- Die Schattenbucht. Limes-Verlag, München 2016, ISBN 978-3-8090-2642-6.
- So bitter die Rache. Limes-Verlag, München 2018, ISBN 978-3-8090-2660-0. (Titel der Taschenbuchausgabe: Totendamm. Blanvalet Verlag, München 2020, ISBN 978-3-7341-0747-4.)
- Roter Sand – Mord auf Gran Canaria. Limes-Verlag, München 2024, ISBN 978-3-8090-2767-6.

#### Jugendthriller
- Schrei. bloomoon Verlag, München 2015, ISBN 978-3-8458-0775-1.
- Kalt. bloomoon Verlag, München 2016, ISBN 978-3-8458-1231-1.